# Bobby Vandamme
Bobby Vandamme ist ein deutscher Rapper, der aus Bergheim kommt.

## Leben
Bobby Vandamme wurde von Farid Bang bei dessen Talentshow Instalent entdeckt und machte später beim Newcomer-Contest Icon 4 mit. Sein Track mit Made und Dorian aus letzterem Contest erreichte Platz 19 der deutschen Singlecharts. Einer seiner ersten Solosongs Ronaldinho nach dem Contest erreichte auf YouTube fünf Millionen Views und erreichte Platz 83 der der deutschen Singlecharts. Bei Spotify erreichte der Rapper noch ohne Vertrag etwa 1,5 Millionen monatliche Hörer. Schließlich gab Bobby Vandamme im Januar 2023 bekannt, auf Farid Bangs Label Banger Musik als erstes offizielles Signing seit vier Jahren untergekommen zu sein.
Es folgten die beiden Singles Lowe und Session 1 Here We Go mit Farid Bang. Erstere erreichte Platz 27 der deutschen Singlecharts, letztere Platz 95. Mit den beiden Solosingles Ewa Zina und Brazil Funk Freestyle gelangen ihm mit Platz 17 und 18 die bisher höchsten Chartplatzierungen.

## Diskografie

### Studioalben
| Jahr | Titel | Höchstplatzierung, Gesamtwochen, AuszeichnungChartplatzierungen (Jahr, Titel, Platzierungen, Wochen, Auszeichnungen, Anmerkungen) | Höchstplatzierung, Gesamtwochen, AuszeichnungChartplatzierungen (Jahr, Titel, Platzierungen, Wochen, Auszeichnungen, Anmerkungen) | Höchstplatzierung, Gesamtwochen, AuszeichnungChartplatzierungen (Jahr, Titel, Platzierungen, Wochen, Auszeichnungen, Anmerkungen) | Anmerkungen                           |
| Jahr | Titel | DE | AT | CH | Anmerkungen                           |
| ---- | ----- | --- | --- | --- | ------------------------------------- |
| 2025 | Gova  | DE14 (5 Wo.)DE | AT16 (2 Wo.)AT | CH15 (3 Wo.)CH | Erstveröffentlichung: 24. Januar 2025 |

### EP
- 2022: Icon 4: Runde 2 – Team Xandro (Cypher)

### Singles
| Jahr | Titel Album              | Höchstplatzierung, Gesamtwochen, AuszeichnungChartplatzierungen (Jahr, Titel, Album, Platzierungen, Wochen, Auszeichnungen, Anmerkungen) | Höchstplatzierung, Gesamtwochen, AuszeichnungChartplatzierungen (Jahr, Titel, Album, Platzierungen, Wochen, Auszeichnungen, Anmerkungen) | Höchstplatzierung, Gesamtwochen, AuszeichnungChartplatzierungen (Jahr, Titel, Album, Platzierungen, Wochen, Auszeichnungen, Anmerkungen) | Anmerkungen                                                                    |
| Jahr | Titel Album              | DE | AT | CH | Anmerkungen                                                                    |
| --- | ------------------------ | --- | --- | --- | ------------------------------------------------------------------------------ |
| 2022 | Ronaldinho –             | DE83 (1 Wo.)DE | — | — | Erstveröffentlichung: 7. Oktober 2022                                          |
| 2022 | Moulaga –                | DE19 (13 Wo.)DE | AT34 (5 Wo.)AT | CH52 (4 Wo.)CH | Erstveröffentlichung: 14. Oktober 2022 mit Made feat. Dorian                   |
| 2023 | Ewa Zina –               | DE17 (4 Wo.)DE | — | — | Erstveröffentlichung: 3. Februar 2023                                          |
| 2023 | Lowe –                   | DE27 (1 Wo.)DE | — | CH98 (1 Wo.)CH | Erstveröffentlichung: 17. März 2023 mit Farid Bang                             |
| 2023 | Session 1 – Here We Go – | DE95 (1 Wo.)DE | — | — | Erstveröffentlichung: 28. April 2023 mit Farid Bang                            |
| 2023 | Sadio Mane –             | DE69 (1 Wo.)DE | — | — | Erstveröffentlichung: 5. Mai 2023                                              |
| 2023 | Yamaha –                 | DE79 (1 Wo.)DE | — | — | Erstveröffentlichung: 9. Juni 2023                                             |
| 2023 | Brazil Funk Freestyle –  | DE18 (8 Wo.)DE | AT65 (1 Wo.)AT | CH32 (2 Wo.)CH | Erstveröffentlichung: 14. Juli 2023                                            |
| 2023 | Bandit –                 | DE26 (3 Wo.)DE | — | CH75 (1 Wo.)CH | Erstveröffentlichung: 10. November 2023                                        |
| 2023 | Leben illegal –          | DE81 (1 Wo.)DE | — | — | Erstveröffentlichung: 15. Dezember 2023 Farid Bang feat. Capo & Bobby Vandamme |
| 2024 | Elend 77 –               | DE64 (1 Wo.)DE | — | — | Erstveröffentlichung: 23. Februar 2024                                         |
| 2024 | Walou Diploma –          | DE37 (7 Wo.)DE | AT61 (2 Wo.)AT | CH78 (1 Wo.)CH | Erstveröffentlichung: 8. März 2024                                             |
| 2024 | Golf R Freestyle –       | DE10 (5 Wo.)DE | AT40 (3 Wo.)AT | CH52 (1 Wo.)CH | Erstveröffentlichung: 12. April 2024                                           |
| 2024 | Spezial Mode –           | DE80 (1 Wo.)DE | — | — | Erstveröffentlichung: 16. August 2024                                          |
| 2024 | Ama doren –              | DE20 (4 Wo.)DE | AT46 (2 Wo.)AT | CH48 (1 Wo.)CH | Erstveröffentlichung: 29. August 2024                                          |
| 2025 | El Capitano Gova         | DE73 (1 Wo.)DE | — | — | Erstveröffentlichung: 3. Januar 2025                                           |
| 2025 | Buscape –                | DE13 (… Wo.)DE | AT49 (4 Wo.)AT | CH15 (3 Wo.)CH | Erstveröffentlichung: 8. Mai 2025 Azet feat. Bobby Vandamme                    |
| 2025 | RS schluckt wie nh… –    | DE89 (1 Wo.)DE | — | — | Erstveröffentlichung: 27. Juni 2025                                            |
| 2025 | Sie ist krank –          | DE56 (… Wo.)DE | — | — | Erstveröffentlichung: 18. Juli 2025                                            |
| Folgende Lieder erschienen nicht als Single, wurden aber durch das Album zum Download und Streaming bereitgestellt und konnten somit eine Platzierung erlangen: |                          | | | |                                                                                |
| |                          | | | |                                                                                |
| 2025 | Juana auf Snapchat Gova  | DE21 (2 Wo.)DE | AT68 (1 Wo.)AT | CH99 (1 Wo.)CH | Charteinstieg: 31. Januar 2025                                                 |

Weitere Singles
- 2020: Oh Gova
- 2020: Schweben
- 2021: Ballons for the Stress
- 2022: Oh Mama (mit Made)
- 2022: Je veux moula (mit Mr. Choco)
- 2022: Govale
- 2022: Tagelange Regentropfen
- 2023: Montpellier (#12 der deutschen Single-Trend-Charts am 15. Dezember 2023[5])
- 2024: Go Fast Go Fast (#5 der deutschen Single-Trend-Charts am 27. September 2024[6])